# Kamári (Kálymnos)
Pour les articles homonymes, voir Kamári.
Kamári (grec moderne : Καμάρι) est une localité située dans le dème de Kálymnos, dans le district régional de Kálymnos, dans la périphérie d'Égée-Méridionale, en Grèce.
Selon le recensement de 2021, elle compte 75 habitants.